# 원일중학교
원일중학교(元一中學校)는 대한민국 경기도 안산시 단원구 선부동에 있는 공립 중학교이다.

## 학교 연혁
- 1989년 1월 26일 : 원일중학교 설립인가(5학급)
- 1989년 3월 1일 : 개교(초대 교장 권중연 취임)
- 1989년 3월 4일 : 제1회 입학식(266명 5학급)
- 1992년 2월 14일 : 제1회 311명 졸업
- 2001년 11월 14일 : 급식소 개소(396m2)
- 2023년 9월 1일 : 제13대 조경숙 교장 취임
- 2024년 1월 10일 : 제33회 졸업장 수여식(남 124명, 여 136명 총 260명, 누계 16,050명)
- 2024년 3월 1일 : 27학급(특수2) 편성

## 참고 자료
- 원일중학교 - 한국교육학술정보원 학교알리미